# Iliochori
Iliochori (in greco Ηλιοχώρι?) è un paese dell'Epiro. Il paese in passato era conosciuto come Dobrinovo (Ντομπρίνοβο). Si trova precisamente nella Zagoria che in greco vuol dire Dietro le montagne, adatto per passaggiate all'aria aperta ed escursioni a piedi, visita alle cascate in località "Balta Stringa" a 2 km dal paese.

## Storia
Non è facile risalire all'origine del paese di Iliochori, dal alcune testimonianze sembra che il paese si trovava in località Rascianà. A causa della scarsita di acqua potabile, gli abitanti ricostruirono il paese dove si trova attualmente.
Nel 1943, i tedeschi arrivarono a Iliochori e bruciarono gran parte delle case del paese. Un altro battaglione di tedeschi ripassò per il paese di Iliochori senza danneggiarlo. Alcuni degli abitanti si trasferiscono alle zone di maggior coltivazione come la Thessalia, la Macedonia, ecc.

## Monumenti e luoghi d'interesse
- Da Iliochori, seguendo il sentiero costruito dagli Iliochoriti (abitanti di Iliochori), dopo 2 km si possono ammirare le Cascate di Iliochori in località "Balta Stringa" formate da tre cascate, la più grande delle quali è di 25 metri di altezza. Nel mese di ottobre 2009, uno della televisione di Giannina ha girato un documentario su questa attrazione principale e nel villaggio.[2]
- In località Gyftocambos, ogni anno, il primo fine settimana di agosto i discendenti della tribù antiche Sarachazani, grandi allevatori, appuntamento per una grande festa che inizia il Venerdì pomeriggio. Essi provengono da tutta la Grecia e le altre nazioni dei Balcani come la Romania, Bulgaria ecc Al loro arrivo hanno istituito le tende e la luce grandi falò per la preparazione di arrosti e per scaldarsi perché a temperatura di notte scende.
- Interessante da vedere è il fiume Rascianitis, che scorre nella valle sotto il villaggio dove si può andare a pescare.
- a 10 km si trova anche il fiume Voiussa, uno dei più grandi fiumi della zona.

## Infrastrutture e trasporti

### Strade
Il villaggio di Iliochori è frequentemente collegato dalla città di Giannina dalla società di comunicazioni di transito KTEL (Grecia). Dalle altre principali città greche, come Atene e Salonicco, il villaggio è collegato tramite l'autostrada Egnatia che passa per la città di Giannina.

### Aeroporti
L'aeroporto più vicino è quello dell'Aeroporto re Pirro della città di Giannina all'uscita in direzione di Konitsa. Dopo 19 km (12 mi) sulla destra, c'è il bivio che dopo 50 km (31 mi) porterà al paese di Iliochori.

### Porti
Il Porto di Igoumenitsa è lo scalo marittimo più vicino per raggiungere il paese di Iliochori situato nella citta di Igoumenitsa 149,3 km, raggiungibile in 2 ore 34 minuti, tramite l'autostrada Egnatia.

## Popolazione
Evoluzione demografica del paese di Iliochori.
| Anno: | Abitanti: |
| ----- | --------- |
| 1812  | 350       |
| 1856  | 370       |
| 1868  | 700       |
| 1874  | 700       |
| 1902  | 694       |
| 1913  | 420       |
| 1928  | 164       |
| 1940  | 132       |
| 1951  | 52        |
| 1961  | 75        |
| 1971  | 49        |
| 1981  | 67        |
| 1991  | 66        |
| 2001  | 40        |
| 2011  | 31        |

## Eventi
- 20 luglio: Profeta Elia